# Zonnebrinkkerk
De Zonnebrinkkerk is een Protestantse kerk aan de Zonnebrink 61 in Winterswijk.
De kerk werd in 1906 geopend voor de Gereformeerde Kerk van Winterswijk. Architect Tjeerd Kuipers ontwierp een zaalkerk, met een klokkentoren met naaldspits naast de entree. In 1981 werd de kerk uitgebreid met een zalencentrum. Na het opgaan van de Gereformeerde Kerk in de Protestantse Kerk in Nederland bleef de kerk in gebruik bij de Protestantse Gemeente te Winterswijk. 